# Parantica banksii
Parantica banksii är en fjärilsart som beskrevs av Moore 1883. Parantica banksii ingår i släktet Parantica och familjen praktfjärilar. Inga underarter finns listade i Catalogue of Life.